# Eino Purje
Eino Purje, född 2 februari 1900 i Kymmene, död 2 september 1984, var en finländsk friidrottare, medeldistanslöpare.
Purje blev olympisk bronsmedaljör på 1 500 meter vid sommarspelen 1928 i Amsterdam.